# Maria Adela Constantin
Maria Adela Constantin (* 28. August 1991 in Bukarest) ist eine rumänische Bobfahrerin.

## Leben
Als Kind wurde bei Constantin ein Hohlkreuz diagnostiziert, weswegen sie zum Schwimmen kam. Später wechselte sie zur Leichtathletik, und im Winter 2010 wurde sie von Marius Ene angesprochen, zum Bobsport zu wechseln. Sie besuchte die Bobschule in Innsbruck, weil es in Rumänien keine Bobbahn gibt, und Paul Neagu wurde ihr Trainer.
Mit Andreea Grecu als Anschieberin war Constantin 21. bei der Bob-Weltmeisterschaft 2013. 2014 nahm das Duo Constantin/Grecu an den Olympischen Spielen in Sotschi teil, wo sie 17. wurden. Während des Bob-Europacups 2014/15 erreichten die beiden drei dritte Plätze und den gesamt Europacup-Sieg. Bei der Bob-Weltmeisterschaft 2015 waren sie sowohl im Zweierbob als auch mit der Mannschaft Neunte. Bei den Bob- und Skeleton-Europameisterschaften 2016 wurde das Duo ebenso Neunter. In der Weltcup-Saison 2015/16 war Constantin Gesamt neunte.
Bei den Bob- und Skeleton-Europameisterschaften 2017 wurde Constantin mit der Anschieberin Erika Halai Neunte. Bei der Bob-Weltmeisterschaft 2017 war Andreea Grecu wieder Anschieberin von Maria Constantin. Mit dem internationalen Team, bestehend aus den Rumäninnen und den Deutschen Alexander Gassner, Anna Fernstädt, Richard Oelsner und Marc Rademacher, gewann sie am Königssee die Bronzemedaille. Bei den Olympischen Spielen 2018 in Pyeongchang landeten Constantin und Grecu auf dem 15. Platz.
Constantins Schwester Ana Constantin war bei den Olympischen Jugend-Winterspielen 2012 Sechste im Zweierbob.